# Эрдем, Ариф
Ариф Эрдем (тур. Arif Erdem; род. 2 января 1972, Стамбул) — турецкий футболист, нападающий; ныне — тренер. Сыграл 60 матчей и забил 11 голов за национальную сборную Турции, в её составе играл на чемпионатах Европы 1996 и 2000 годов, а также стал бронзовым призёром чемпионата мира 2002 года.

## Карьера

### Клубная
Начал профессиональную карьеру в клубе «Зейтинбурнуспор» из рабочего пригорода Стамбула. После вылета «Зейтинбурнуспора» из Первой лиги в 1991 году перешёл в «Галатасарай». В «Галатасарае» долгое время играл роль оттянутого нападающего, помогая в атаке Хакану Шукюру. После успешного сезона 1999/2000, в котором «Галатасарай» выиграл Кубок УЕФА, Эрдем перешёл в испанский клуб «Реал Сосьедад». Однако в Испании не сумел заиграть и, проведя всего 2 матча и забив гол в чемпионате Испании, уже в ноябре 2000 года вернулся в «Галатасарай». В сезоне 2001/2002, играя в нападении без Шукюра, забил 21 гол в чемпионате Турции и разделил звание лучшего бомбардира с Ильханом Мансызом. В сентябре 2005 года объявил о завершении своей игровой карьеры.

### В сборной
С 1994 года стал играть за национальную сборную Турции. Последний матч провёл в 2003 году.

### Тренерская
В 2006 году бывший тренер второй команды «Галатасарая» Абдулла Авджи, возглавив «Истанбул ББ», пригласил Арифа на должность своего помощника.

## Достижения

### Командные
- Обладатель Кубка президента Турции/Суперкубка Турции (4): 1991, 1993, 1996, 1997
- Чемпион Турции (7): 1992/93, 1993/94, 1996/97, 1997/98, 1998/99, 1999/00, 2001/02
- Обладатель Кубка Турции (5): 1992/93, 1995/96, 1998/99, 1999/2000, 2004/05
- Обладатель Кубка УЕФА: 1999/2000
- Обладатель Суперкубка УЕФА: 2000
- Бронзовый призёр чемпионата мира 2002

### Личные
- Лучший бомбардир чемпионата Турции 2001/02 (вместе с Ильханом Мансызом)